# Grupa Operacyjna „Piotrków”
Grupa Operacyjna „Piotrków” (GO „Piotrków”) – grupa operacyjna Wojska Polskiego II RP.

## Powstanie grupy operacyjnej
W okresie od marca do końca sierpnia 1939 pas działań Armii „Łódź” wynosił około 100 km na linii Warty i Widawki od Sieradza po Borowskie Góry, a w związku z tym jej zadania przerastały możliwości operacyjno–taktyczne. Początkowo dowódca Armii „Łódź” gen. Juliusz Rómmel nie przewidywał utworzenia żadnej grupy operacyjnej, jednak patrząc na trudności jakie mogą wyniknąć podczas wykonywania powierzonego zadania oraz kłopotami związanymi z dowodzeniem oddziałami rozrzuconymi na dużym terenie rozważał konieczność zreorganizowania dowodzenia. Zdecydował się, więc na tworzenie wyższych związków taktycznych – grup operacyjnych (GO „Piotrków” i GO gen. Franciszka Dindorf-Ankowicza), które miały być całkowicie podporządkowane dowództwu armii. Pierwsze rozmowy z gen. Thomméem przewidzianym na dowódcę GO przeprowadzone zostały w Łodzi, a następnie omówione z Rydzem-Śmigłym podczas jego pobytu w Armii „Łódź” w lipcu 1939. Z powodu braku odpowiednich dokumentów trudno prześledzić proces powstawania grupy, ale w świetle istniejących materiałów nasuwa się wniosek, że musiała ona powstać najpóźniej 31 sierpnia 1939.
GO po utworzeniu miała zadanie:
1. osłony granicy przez wysunięcie 30 DP w rejon Działoszyna, a Wołyńskiej BK w rejon lasów na północ od Kłobucka oraz rozpoznania i opóźniania nieprzyjaciela na wysuniętej pozycji przez trzy dni;
2. obrony przez 30 DP i 7 baon ckm ogólnej linii: Chrząstawa, Faustynów, Lubiec, Magdalenów, Żar, Słupia, Rząsawa, Księży Młyn, Morgi Zawadowskie , płd. stok wzg. 278,5, Góry Borowskie, Ludwików, Jeżów, Rozprza;
3. utrzymania łączności z 7 DP w rejonie Częstochowy i dozorowania kierunku Radomsko, Skarżysko[2].

## Działania grupy operacyjnej
3 września
Jeszcze 2 września dowódca 30 DP otrzymał rozkaz odejścia na główną pozycję i obsadzenia odcinka obrony „Szczerców”. W nocy oddziały dywizji przeszły na główną pozycję obrony bez przeciwdziałania ze strony Niemców. Batalion osłony również bez przeszkód oderwał się od nieprzyjaciela i dołączył do sił głównych dywizji. Rano Niemcy wykonali uderzenie ogniowe na opuszczoną przez 30 DP pozycję obronną. W ciągu całego dnia i w nocy na 4 września wojska niemieckiego XI KA nie nawiązały styczności ogniowej z 30 DP. Tylko lotnictwo niemieckie od rana prowadziło ożywioną działalność, siejąc spustoszenie wśród uciekinierów. Oddziałom dywizji nie zadało poważniejszych strat.

Z wojsk Armii „Łódź” tylko 30 DP w nakazanym czasie zajęła główną pozycję obrony i znajdowała się w stosunkowo dobrej kondycji bojowej. Stanowisko dowodzenia rozwinęło się w rejonie Wierzchów Kluckich. Pociąg pancerny nr 53 odesłano do Koluszek.
Wołyńska Brygada Kawalerii po stoczeniu pomyślnej walki z 4 DPanc w lasach w rejonie m. Ostrowy wycofała się do rejonu Brzeźnicy Nowej celem zabezpieczenia wschodniego skrzydła armii. Nocą oderwała się bez trudności od nieprzyjaciela i o świcie osiągnęła rejon: Łękińsko, Łękawa i Janów Nowy. W ciągu dnia główne siły brygady odpoczywały. Wieczorem brygada otrzymała od dowódcy armii zadanie zorganizować wypad w rejon Kamieńska na ześrodkowane tam zgrupowanie wojsk pancernych i zmotoryzowanych, a następnie miała przejść do odwodu w rejonie Głupice – Drużbice. 12 pułk ułanów i 11 batalion strzelców miał działać na kierunku Rozprzy, a 2 pułk strzelców konnych na Kamieńsk. Po zbliżeniu się do Kamieńska 2 psk spieszył się i wszedł do miasta bez otwierania ognia. Tam zapalił cysterny z materiałami pędnymi, zadał również nieprzyjacielowi straty w ludziach i wycofał się bez strat własnych.
W pasie Księży Młyn – Rozprza od godzin rannych rozpoczęto planowe zajmowanie rejonów obrony. 2 pułk piechoty obsadził odcinek Księży Młyn – Borowa Góra – Ludwików szerokości około 15 km. Pozostałej części odcinka Jeżów – Rozprza szerokości 6 km bronił I/146 pułku piechoty kpt. Marszałka wzmocniony plutonem moździerzy i baterią artylerii pułkowej. 7 batalion ckm został podzielony między poszczególne pododdziały.
301 batalion czołgów jeszcze przed świtem wyruszył z rejonu Suchcic i zajął rejon wyczekiwania w lasku pod Korczewem.

Od utrzymania tego odcinka w poważnym stopniu zależała trwałość obrony armii. Z wyjątkiem 2 pp broniły się tutaj naprędce zmobilizowane pododdziały, nie mające artylerii i moździerzy oraz nie były zgrane ze sobą. One właśnie broniły się na kierunku głównego uderzenia wojsk nieprzyjaciela.
4 września
W tym dniu ugrupowanie bojowe GO było następujące: na prawym skrzydle ugrupowała się 30 DP w pasie  Łazów – Księży Młyn o szerokości 34 km. W jej pierwszym rzucie broniły się: 83 pp, 84 pp i kawaleria dywizyjna, a w drugim rzucie 82 pp ześrodkowany w rejonie: Osina – Kluki – Wierzchy Kluckie.
Na lewym skrzydle bronił się 2 pułk piechoty z podporządkowanym mu I/146 pp, przyjmując dwurzutowe ugrupowanie bojowe. W pierwszym rzucie pułku broniły się trzy bataliony piechoty: I i III/2 pp na odcinku Księży Młyn – Ludwików szerokości 15 km i I/146 pp w rejonie Ludwików – Rozprza szerokości 5 km. Pierwszorzutowe bataliony były wzmocnione kompaniami 7 batalionu karabinów maszynowych. W drugim rzucie pułku ześrodkowany był II/2 pp w rejonie Miłaków – Janów. Artyleryjskie wsparcie 2 pp zabezpieczały III/2 pułku artylerii lekkiej i II/4 pułku artylerii ciężkiej. W drugim rzucie GO „Piotrków” ześrodkowane były: Wołyńska Brygada Kawalerii w rejonie: Głupice – Stoki – Wdowin oddalona około 18 km od przedniego skraju obrony i 301 batalion czołgów w rejonie lasu na południowy zachód od Korczewa w odległości około 6 km od przedniego skraju obrony.
Przed przednim skrajem obrony GO „Piotrków” ześrodkowały się w rejonach wyjściowych do natarcia niemieckie: XI Korpus Armijny oraz XVI Korpus Pancerny 
Poniższe kalkulacje wykazują, że dowódca GO „Piotrków” nie dysponował ani wystarczającą ilością wojska, ani siłą ogniową broni maszynowej i artyleryjskiej, którymi mógłby zadać dotkliwie straty nieprzyjacielowi i załamać jego natarcie przed przednim skrajem czy też w głębi obrony.
| Wyszczególnienie                         | Wojska GO | Wojska 11 KA i 16 KPanc | Stosunek sił |
| ---------------------------------------- | --------- | ----------------------- | ------------ |
| Bataliony piechoty                       | 20        | 42                      | 1:2,1        |
| Działa przeciwlotnicze                   | 2         | 72                      | 1:36         |
| Działa przeciwpancerne                   | 58        | 384                     | 1:6,6        |
| Działa i moździerze do ognia pośredniego | 112       | 712                     | 1:16,4       |
| Granatniki 46 i 50 mm                    | 117       | 432                     | 1:3,7        |
| czołgi                                   | 75        | 648                     | 1:8,6        |

Na kierunku obrony 30 DP, około 11:00 oddziały XI KA zajęły Szczerców. Po południu z rejonu Szczercowa wyruszyła kolumna piechoty niemieckiej w sile około pułku w kierunku na Lubiec. Kolumnę piechoty niemieckiej puszczono aż pod Magdalenów. W tym czasie wykonano ześrodkowany ogień trzech dywizjonów artylerii oraz silny ogień broni strzeleckiej I/83 pułku piechoty. Zaskoczona kolumna nie zdążyła się planowo rozwinąć do walki. Powtórne natarcie niemieckich oddziałów rozpoznawczych na odcinku południowym wyprowadzone około 19:00 również zostało odparte przez oddziały polskiej dywizji.
Na odcinku obrony 2 pułku piechoty patrole rozpoznawcze 16 KPanc i lotnictwo około południa ostrzelały broniące się polskie pododdziały. Pod przykryciem ogniowego wsparcia 1 DPanc uderzyła na Rozprzę, a 4 DPanc na Jeżów. Broniące się tutaj pododdziały stawiły kilkugodzinny opór. Jednak 1 i 4 DPanc udało się uchwycić przyczółki na północnym brzegu Prudki w rejonach Jeżów – Rozprza.
Dowódca GO „Piotrków” nakazał przegrupować 301 bcz do rejonu las Wygoda – Kisiele i stąd wesprzeć obronę piechoty. Nie udało się jednak zlikwidować przyczółków. Po zapadnięciu zmroku polskie kompanie czołgów zostały przegrupowane w rejon Gomulina.

W tej sytuacji dowódca GO „Piotrków” przedstawił dowódcy armii „Łódź” propozycje, aby zezwolił na wykonanie kontrataku 5 września Wołyńską Brygadą Kawalerii wzmocnioną 301 bcz. Dowódca armii zezwolił jedynie wykonać kontratak siłami 301 bcz i 11 batalionu strzelców przy wsparciu jednej baterii artylerii. W nocy z 4 na 5 września pododdziały te wyszły na południowo-wschodni skraj lasu Grądy i o świcie były gotowe do wykonania kontrataku.
5 września
Dowódca GO „Piotrków”, gen. Thommee, zdawał sobie całkowicie sprawę, że nie jest w stanie sam utrzymać bronionego pasa Księży Młyn – Rozprza.
Dlatego też o 10:00 w sztabie 19 DP dowódca artylerii GO „Piotrków”, płk Kreiss, prowadził uzgodnienia współdziałania wojsk na styku  Armii Łódź i Prusy. W południe na stanowisko dowodzenia GO „Piotrków” w Dłutowie przybył gen. Kruszewski z Armii „Prusy”. Zapoznał on gen. Thommée z planowanym natarciem części wojsk armii „Prusy” z rejonu wyjściowego las Lubień w kierunku zachodnim. W związku z uzyskaniem tych danych dowódca GO „Piotrków”, gen. Thommée, nakazał płk. Czyżewskiemu utrzymać bronioną rubież do 19:00, do czasu uderzenia wojsk armii „Prusy”.
Przed frontem 30 DP niemiecki XI KA prowadził aktywne działania wiążące. Około 8:00, przy wsparciu ogniem artylerii i lotnictwa, jego oddział wydzielony wykonał natarcie na kierunku Szczerców – Lubiec. Zostało ono załamane przez 83 pułk piechoty. Jednocześnie zestrzelono 2 samoloty niemieckie. Niemieckie natarcie zostało powtórzone w godzinach popołudniowych. Wydzielone siły XI KA uderzyły w rejony obrony III/83 i III/84 pp i włamały się w obronę na kierunku Teofilowa oraz w rejonie Żaru. W celu odtworzenia struktury obrony, dowódca dywizji wyprowadził kontratak drugorzutowym 82 pułkiem piechoty na kierunku Teofilów – Szczerców. Kontratak 82 pp, wzmocnionego 41 skczr, w ścisłym współdziałaniu z 83 pp i wsparty przez własną artylerię odrzucił nieprzyjaciela i odtworzył przedni skraj obrony. Na kierunku Żar dowódca 84 pp wykonał kontratak IV/84 pp, który również odrzucił nieprzyjaciela i wyszedł na przedni skraj własnej obrony.
Na odcinku obrony wzmocnionego 2 pułku piechoty Legionów od rana trwał ostrzał artyleryjsko-lotniczy, szczególne zmasowany w rejonie Borowej Góry. Po tym ogniowym przygotowaniu ataku do natarcia ruszyły niemieckie dywizje pancerne. Oddziały 4 Dywizji Pancernej trzykrotnie bez powodzenia atakowały Borową Górę, za każdym razem odrzucane przez 2 pułk piechoty. Niemiecka 1 DPanc z powodzeniem uderzyła z przyczółka pod Rozprzą w kierunku na Piotrków na pozycję I/146 pułku piechoty. Rozwijając powodzenie 1 DPanc około 10:00 dotarła na bliskie przedpole Piotrkowa, przed przedni skraj obrony 86 pułku piechoty z 19 DP.
W związku z przełamaniem obrony na lewym skrzydle, płk Czyżewski zdecydował wykonać kontratak 11 batalionem strzelców i 301 batalionem czołgów na lewe skrzydło 1 DPanc. 11 bs wzmocniony 2 kcz i wsparty jedną baterią 2 dak, z rejonu wyjściowego las Graby, miał uderzyć na kierunek: Wola Krzysztoporska – las Wygoda – Jeżów z zadaniem rozbicia nieprzyjaciela na tym kierunku i opanowania Jeżowa; 301 bcz (bez 2 kcz) miał nacierać z podstaw wyjściowych w lesie Wola Rokszycka z zadaniem uderzenia na Słomki – Kisiele celem opanowania wzgórza w rejonie Magdalenki. Początek natarcia wyznaczony został na 10:30.
Planowe wykonanie kontrataku pokrzyżowały szybko nacierające niemieckie oddziały pancerne, które podeszły na wysokość podstaw wyjściowych 301 bcz i 11 bs. 301 bcz został zaatakowany czołowo, a gdy atak został odparty, uderzono powtórnie z zastosowaniem oskrzydlenia z kierunku wschodniego. W tej sytuacji dowódca 301 bcz, mjr Karpow, zdecydował przegrupować pododdziały okoliczne na wzgórza. Będący pod ciągłym ogniem atakującego nieprzyjaciela, rzut bojowy batalionu podzielił się na dwa zgrupowania. Pierwsze pod dowództwem mjr. Karpowa (9 czołgów) 6 września dołączyło do Wołyńskiej Brygady Kawalerii, a druga grupa (22 czołgi) – do kompanii technicznej swojego batalionu.
Także przygotowujący się do kontrataku 11 batalion strzelców wzmocniony 2 kcz został zaatakowany na podstawach wyjściowych w rejonie lasu Graby. Kompania czołgów rozbiła w krótkim czasie pododdział zmotoryzowany nieprzyjaciela, uniemożliwiając w ten sposób Niemcom przenikanie w głąb polskiej obrony. Ze względu na wytworzoną sytuację 11 bs dopiero w godzinach popołudniowych bez wsparcia artylerii wykonał udany kontratak na Wolę Krzysztoporską. Część czołgów 2 kcz dotarła aż do Jeżowa, gdzie wzięto do niewoli 70 jeńców.
Ponieważ 1 DPanc wprowadziła w wyłom dodatkowe siły, dowódca 11 bs, ppłk Warchoł rozpoczął wycofywanie batalionu i mając już tylko 150 żołnierzy, dołączył do macierzystej Wołyńskiej Brygady Kawalerii. Natomiast 2 kompania czołgów  wycofywała się przez Szydłów, Tuszyn i rano 6 września osiągnęła Andrespol.
Około 19:30 niemiecka 4 DPanc opanowała Borową Górę. Po walkach stany osobowe w kompaniach 2 pułku piechoty wynosiły około 40—50 ludzi. Polegli prawie wszyscy dowódcy kompanii oraz dowódca I batalionu mjr Kopecki i II batalionu, kpt. Jaworowski. Zgodnie z rozkazem, po północy 2 pułk piechoty rozpoczął odwrót w kierunku na Dłutów.
Ześrodkowana w drugim rzucie GO „Piotrków” Wołyńska Brygada Kawalerii 5 września stanowiła odwód dowódcy Armii i nie brała udziału w walce całością sił.
Około 21:00 dowódca GO gen. Thommée otrzymał ze sztabu Armii „Łódź” wstępny rozkaz o mającym nastąpić odwrocie jego wojsk. Podstawową część sztabu GO „Piotrków” pod kierownictwem płk. Kreissa wysłano do Będkowa. Na dotychczasowym stanowisku dowodzenia w Dłutowie pozostał gen. Thommée z kilkoma oficerami, dokąd przybył też sztab 30 DP.
6 września
30 Dywizja Piechoty jeszcze przed północą rozpoczęła przegrupowanie. Jej 84 pp wydzielił ze swojego składu awangardę boczną. Ubezpieczająca pułk awangarda przeciwstawiła się nacierającym wojskom XI KA w rejonie Drużbic. Rano w czasie walk została rozbita pułkowa kompania rozpoznawcza, utracono dwa działa ppanc i jaszcze plutonu artylerii pułkowej, a IV/84 pp dopiero następnej nocy dołączył do macierzystego pułku w Dłutowie.
W późnych godzinach popołudniowych dywizja osiągnęła rubież wzdłuż południowego skraju lasów dłutowskich i przeszła do obrony.
82 pp wzmocniony artylerią ugrupował się na południowym skraju lasu Podstoła–Żeronie i zamknął kierunek Bełchatów – Dłutów; 83 pp z II/30 pal ześrodkował się w rejonie lasu Mierzączka – Orzk, a 84 pp jako drugorzutowy w rejonie węzła dróg w Dłutowie. 2 pp z III/2 pal wyprowadził z walki około 300 ludzi z sześcioma działami i doszedł do Dłutowa. Tutaj podporządkowany został dowódcy 30 DP i ześrodkował się w rejonie drugorzutowego 84 pp. Stanowisko dowodzenia dywizji rozwinęło się w lesie pod Dłutowem. Od uderzeń lotnictwa niemieckiego rozbita została kompania sanitarna i dywizyjna kompania ciężkich karabinów maszynowych. Ataki zmotoryzowanych pododdziałów rozpoznawczych nieprzyjaciela na przedni skraj obrony zostały odparte przez oddziały dywizji.
Wołyńska Brygada Kawalerii w dalszym ciągu pozostawała w drugim rzucie GO i była ześrodkowana w rejonie: Wadlew – Parok – Rawicz – Józefów. Dowódca brygady zachowywał gotowość pododdziałów do manewru na lewe skrzydło 30 DP w razie uderzenia na tym kierunku XVI KPanc. Ponadto systemem patroli prowadził rozpoznanie w rejonie Piotrkowa. 1 batalion strzelców po poniesionych stratach rozkazem dowódcy brygady został wyłączony ze składu 30 DP i odesłany na tyły.
Około 17:00 dowódca GO gen. Thommée, wydał rozkaz do przemieszczenia wojsk na kolejną pośrednią rubież obrony. 30 DP miała się przegrupować w kierunku Tuszyna i zająć rubież: las Poddębina – Bądzyń – Tuszyn – Żeromin, a Wołyńska Brygada Kawalerii rubież: Rzepki – Zamość – Dalków. Rozkaz nie wyznaczał marszrut dla związków taktycznych i dlatego nad ranem 7 września doszło do pewnego zahamowania przegrupowania oddziałów ze względu na skrzyżowanie się dróg odwrotu. Stosownie do otrzymanego rozkazu o 23:00  związki taktyczne GO „Piotrków” rozpoczęły przegrupowanie na nakazane pośrednie rubieże obrony.
7 września
Przed południem  gen. Thommée był w kolonii Julianów, gdzie dotychczas znajdowało się stanowisko dowodzenia armii, a potem w Brzezinach, w miejscu planowanego jego kolejnego rozwinięcia i upewnił się, że w rejonie Łodzi nie ma dowództwa armii. Wobec tego zdecydował się włączyć w skład podległej mu GO „Piotrków” 2. i 28 Dywizję Piechoty. Dzień później dywizje te weszły w bezpośrednie podporządkowanie gen. Thommée.
7 września wojskom GO zagrażał z kierunku południowo-wschodniego niemiecki XVI KPanc, który rozwijał powodzenie na Warszawę i mógł zmanewrować część sił na Brzeziny lub Skierniewice. Od czoła na wojska gen. Thommée nacierał XI KA. Jego 18 DP nacierała na Tuszyn, a 19 DP na Będków – Zamość i wychodziła na lewe skrzydło GO „Piotrków”.
Po wykonaniu 30-kilometrowego nocnego marszu wojska Grupy przeszły do obrony na rubieży: Guzew – Grabów – Giemzów – Bukowiec. Stanowisko dowodzenia Grupy rozwinięto w Woli Rakowej.

30 Dywizja Piechoty ugrupowała się w jednym rzucie z odwodem. 83 pp z I/30 pal (bez I i III batalionu) przeszedł do obrony na południowy wschód od Guzewa; 82 pp rozwinął się obronnie na zachodnim skraju lasu Poddębina, a wspierający go II/30 pal zajął stanowiska ogniowe w Kalinku; 84 pp z III/30 pal i 30 dac ugrupował się obronnie na rubieży południowo-wschodni skraj lasu: Bądzyn – Niedas – Grabów; odwodowy I/84 pp ześrodkował się w rejonie zachodniego skraju lasu Grabów. Około 3:00 dowódca 84 pp rozwinął obronnie II/84 pp na skraju lasu na zachód od Tuszyna. W odwodzie, w rejonie południowego skraju Poddębiny, dowódca 30 DP utrzymywał I i III batalion 83 pp. Ponadto dysponował on 41 kompanią czołgów rozpoznawczych, kompanią kolarzy i kawalerią dywizyjną. Stanowisko dowodzenia dywizji rozwinięto w gajówce na północno-wschodnim skraju lasu Poddębina.
Około 13:30 z kierunku Dłutowa podjechał zmotoryzowany oddział rozpoznawczy 18 DP i z marszu uderzył na pozycje obronne 84 pp. Około 20:00, po ciężkiej walce, III/84 pp wycofał się z rejonu Grabowa. W godzinach popołudniowych, wykorzystujący wycofanie się Wołyńskiej BK i wykonujący obejście, zmotoryzowany oddział rozpoznawczy niemieckiej 19 DP wyszedł aż na stanowiska ogniowe artylerii dywizyjnej. W tej sytuacji gen. Cehak zdecydował się zagiąć lewe skrzydło dywizji aż do Woli Rakowej, a 10-kilometrową rubież Kruszów – Wola Rakowa obsadził odwodem dywizyjnym i natarcie zmotoryzowanego oddziału nieprzyjaciela zostało załamane.
Ze względu na ciężką walkę 28 DP w rejonach Pabianic i Chechła, gen. Cehak obsadził też podległym mu czasowo 2 pp wzmocnionym III/2 pal Rzgów. Rzgów stanowił ważny węzeł dróg i utrzymanie go zabezpieczało prawe skrzydło 30 DP i umożliwiało dalszy manewr w kierunku północnym.
Wołyńska Brygada Kawalerii broniła się na południe od Andrespola z przednim skrajem obrony na rubieży: Giemzów – południowy skraj lasu Leśne – Odpadki – Wygoda – Bukowiec. Stanowisko dowodzenia Wołyńskiej Brygady Kawalerii rozwinięto w rejonie Bukowca (przed pierwszorzutowymi oddziałami). Jej ugrupowanie bojowe było cofnięte o około 14 km w stosunku od lewego skrzydła 30 DP. Z tego względu GO „Piotrków” nie miała ani jednolitego systemu obronnego, ani zabezpieczonego lewego skrzydła 30 DP.
Oddziały brygady już od wczesnych godzin rannych były atakowane przez zmotoryzowany oddział rozpoznawczy niemieckiej 19 DP. Około 10:00 obrona 12 pułku ułanów zaczęła pękać i szwadrony przeszły do działań opóźniających. W tym czasie płk Filipowicz rozpoczął przegrupowanie całości sił brygady w kierunku północnym. Wycofanie Wołyńskiej BK spowodowało odsłonięcie lewego skrzydła 30 DP.
Zgodnie z rozkazem operacyjnym nr 5 dowódcy Armii „Łódź”, gen. Thommée kontynuował działania opóźniające w kierunku na Brzeziny i rzekę Mrogę. 30 DP miała się przegrupować po marszrucie: Woła Rakowa – Andrespol – Bedoń – Jordanów w rejon na północ od Brzezin i zamknąć drogi wychodzące z Brzezin w kierunku północnym. Wołyńska Brygada Kawalerii miała osłaniać przegrupowanie 30 DP z kierunku wschodniego i bronić się do północy na rubieży Stróża – Bukowiec – Zielona Góra, następnie przegrupować się do rejonu Dąbrówka – Poćwiardówka. Ponadto otrzymała zadanie osłony ześrodkowujących się 2., 28. i 30 DP. Później miała się przegrupować w rejon lasów Przyłęk Duży z zadaniem osłony lewego skrzydła GO „Piotrków”.
Dowódca 30 DP, gen. Cehak, rozpoczął przegrupowanie oddziałów już o 19:30. Ariergardę stanowił 84 pp z III/30 pal. Wołyńska BK, nie mając styczności ogniowej z nieprzyjacielem, przegrupowała się do rejonu Poćwiardówka – Dąbrowa.
W tym dniu 301 bcz (bez 9 czołgów pod dowództwem mjr. Karpowa) osiągnął most pod Górą Kalwarią, lecz na skutek jego uszkodzenia kolumna skierowała się na Warszawę i dalej w rejon Miłosny.

## Obsada personalna dowództwa grupy

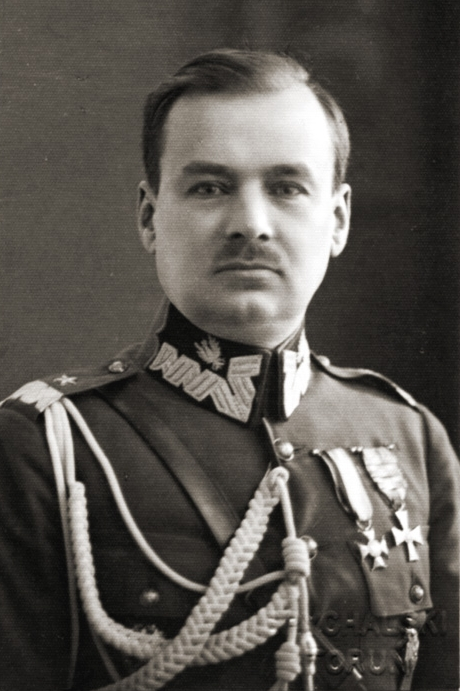
gen. Wiktor Thommée

Obsada personalna dowództwa grupy:
- dowódca grupy – gen. bryg. Wiktor Thommée
- adiutant – kpt. Seweryn Białkowski
- szef sztabu – ppłk dypl. Mieczysław Józef Wilczewski
- oficer operacyjny – mjr dypl. Izydor Kwieciński
- II oficer operacyjny – por. Władysław Jachowicz
- I oficer informacyjny – mjr dypl. Cezary Niewęgłowski
- II oficer informacyjny – mjr Józef Herzog
- kwatermistrz – ppłk dypl. Mirosław Kalinka
- dowódca artylerii – płk art. Henryk Kreiss
- szef sztabu dowódcy artylerii – mjr Marian Czyż
- dowódca łączności – mjr łącz. Zygmunt Chimiak[33] †20 IX 1939 Modlin
- pomocnik dowódcy łączności – kpt. łącz. Zbigniew Gorgoniusz Palige[33] †1940 Charków[34]
- oficer ordynansowy – kpt. Jan Kawnatis
- oficer ordynansowy – por. Władysław Wojtkowski
- dowódca żandarmerii – ppłk żand. Antoni Rudnicki

## Organizacja grupy
- Kwatera Główna Grupy Operacyjnej „Piotrków”
- 30 Poleska Dywizja Piechoty
- Wołyńska Brygada Kawalerii
- baon karabinów maszynowych i broni towarzyszącej nr 7
- II/4 pułku artylerii ciężkiej
- 2 pułk piechoty Legionów
- III/2 pułku artylerii lekkiej Legionów
- 41 samodzielna kompania czołgów rozpoznawczych
- pociąg pancerny nr 52
- pociąg pancerny nr 53
- II/66 eskadry towarzyszącej
- kompania asystencyjna nr 206
- pluton pieszy żandarmerii nr 138
- kompania radio nr 8 – por. łącz. Władysław Lisowski[33]
- kompania stacyjna nr 20
- kompania telefoniczno-budowlana nr 22
- kompania telefoniczno-kablowa nr 34 – por. łącz. Józef Mikulski[33]
- kompania telefoniczno-kablowa nr 35

Po 7 września także: 
- 2 Dywizja Piechoty
- 28 Dywizja Piechoty